# Jerbu de Tus
El jerbu de Tus (Scarturus toussi) és una espècie de rosegador de la família dels dipòdids. És endèmic de l'Iran.

## Descripció

### Dimensions
És un rosegador de petites dimensions, amb una llargada mitjana de cap i cos de 109,38 ± 7,87 mm, una llargada mitjana de la cua de 177,5 ± 6,6 mm, una llargada mitjana del peu de 53,25 ± 1,6 mm, una llargada mitjana de les orelles de 37 ± 2,23 mm i un pes mitjà de 63,38 ± 10,88 g.

### Descripció
Les parts dorsals són marrons, mentre que les parts ventrals són blanques. El cap és gros, el musell és curt i els ulls són grans. Les orelles són llargues i estretes, amb la superfície interna fosca i coberta de petits pèls blanquinosos, mentre que l'externa és coberta de pèls foscos. Les potes posteriors són allargades i acaben en cinc dits. Les plantes no tenen pèls. La cua és més llarga que el cap i el cos i acaba en un plomall marró clar amb la punta blanca.

## Biologia

### Comportament
És una espècie terrestre que es desplaça saltant.

## Distribució i hàbitat
Aquesta espècie és coneguda només a la província de Mashhad, a l'Iran nord-oriental.
Viu a les estepes semidesèrtiques.

## Estat de conservació
Com que fou descoberta fa poc, l'estat de conservació d'aquesta espècie encara no ha estat avaluat formalment.